# Rouvres-les-Bois
Rouvres-les-Bois là một xã ở tỉnh Indre khu vực trung bộ Pháp. Xã này có diện tích 30,85 km², dân số thời điểm năm 1999 là 361 người. Khu vực này có độ cao trung bình 150 mét trên mực nước biển.